# 四蕊朴
四蕊朴（学名：Celtis tetrandra）为榆科朴属的植物。分布于不丹、越南、印度、尼泊尔、缅甸以及中国大陆的西藏、广西、云南、四川等地，生长于海拔700米至1,500米的地区，多生在河谷的林中、林缘、沟谷或山坡灌丛中，目前尚未由人工引种栽培。

## 别名
石朴（台湾植物志） 昆明朴、西藏朴、凤庆朴

## 异名
- Celtis sinensis Pers.
- Celtis tetrandra Roxb. ssp. sinensis (Pers.) Y. C. Tang